# Blepharodon angustifolium
Blepharodon angustifolium är en oleanderväxtart som beskrevs av Gustaf Oskar Andersson Malme. Blepharodon angustifolium ingår i släktet Blepharodon och familjen oleanderväxter. Inga underarter finns listade i Catalogue of Life.